# Cindy Crawford (aktorka pornograficzna)
Cindy Crawford (ur. 6 grudnia 1980 w Las Vegas) – amerykańska aktorka i reżyserka filmów pornograficznych.

## Życiorys
Urodziła się w Las Vegas w stanie Nevada. Przez trzy lata pracowała jako striptizerka w Las Vegas.
W 2002, mając 22 lata rozpoczęła karierę jako aktorka porno. Jej pierwszy film Barely 18 1 zrealizowany został dla Sin City Entertainment. Jednak w 2003 podpisała kontrakt z firmą produkcyjną Simon Wolf Productions, a następnie przeniosła się do Jill Kelly Productions wraz z takimi amerykańskimi gwiazdami porno jak Jenna Haze, Taylor Rain, Nikki Benz czy Tyra Banxxx.
Po zakończeniu jej kontraktu, występowała w produkcjach Vivid Entertainment, Hustler Video, Adam & Eve i Club Jenna. Wzięła również udział w filmie dokumentalnym Porno od 9 do 17 (9 to 5: Days in Porn, 2005) z udziałem Joanny Angel, Erika Everharda, Monique Alexander, Belladonny, Niny Hartley, Sashy Grey, Ashley Blue, Katji Kassin, Jesse Jane i Manuela Ferrary.
Do roku 2014 była obsadzona w ponad 400 filmach, w tym White Trash Whore #36 (2006), a także wyreżyserowała House of Anal (2005). W parodii porno o Jamesie Bondzie – Private Media Group Jason Colt – The Mystery of the Sexy Diamonds (2009), nominowanym do AVN Award w kategorii „Najlepsza zagraniczny film fabularny”, wystąpiła w roli Lucy Wilson u boku Annie Cruz (April Porter) i Anthony’ego Hardwooda (Alexander Mure).

## Filmografia
| Rok  | Tytuł                                                      | Rola                | Reżyser       |
| ---- | ---------------------------------------------------------- | ------------------- | ------------- |
| 2004 | Pornucopia: Going Down in the Valley (film dokumentalny)   | w roli samej siebie | Dan Chaykin   |
| 2008 | Porno od 9 do 17 (9 to 5: Days in Porn, film dokumentalny) | w roli samej siebie | Jens Hoffmann |

## Nagrody i nominacje
| Rok  | Nagroda         | Kategoria                               | Film                                                                                             | Pozostali wykonawcy                                                           | Rezultat  |
| ---- | --------------- | --------------------------------------- | ------------------------------------------------------------------------------------------------ | ----------------------------------------------------------------------------- | --------- |
| 2004 | AVN Award       | Najlepsza gwiazdka                      | –                                                                                                | –                                                                             | Nominacja |
| 2005 | AVN Award       | Wykonawczyni roku                       | –                                                                                                | –                                                                             | Nominacja |
| 2006 | AVN Award       | Najlepsza aktorka - wideo               | Sodom: The Beginning (2005), reż. Jim Powers (studio: Sin City)                                  | –                                                                             | Nominacja |
| 2007 | F.A.M.E. Awards | Dirtiest Girl in Anal Porn              | –                                                                                                | –                                                                             | Wygrana   |
| 2008 | AVN Award       | Najlepsza scena seksu oralnego - wideo  | Black Snake Boned (2007), reż. Jim Powers (studio: Powersville)                                  | –                                                                             | Nominacja |
| 2008 | AVN Award       | Najbardziej skandaliczna scena seksu    | Ass Blasting Felching Anal Whores (2007), reż. Jim Powers (studio: Powersville); inni wykonawcy: | Audrey Hollander i Rick Masters                                               | Wygrana   |
| 2008 | AVN Award       | Najlepsza scena seksu grupowego - wideo | I Dream of Jenna 2 (2007), reż. Justin Sterling (studio: ClubJenna.com Productions)              | Jenna Jameson, T.T. Boy, Belladonna, Nikita Denise, Aurora Snow i Allura Eden | Nominacja |